# Les Infortunes de la vertu
Les Infortunes de la vertu est un conte philosophique de Sade, écrit en 1787.
L'ouvrage est écrit entre le 23 juin et le 8 juillet 1787, alors que Sade est emprisonné à la Bastille.
Justine ou les Malheurs de la vertu, publiée en 1791, est la seconde version de cette histoire, qui sera elle-même suivie d'une troisième version, La Nouvelle Justine ou les Malheurs de la vertu, publiée en 1799.
Le prénom de l'héroïne, Justine, est celui qui avait été donné à Catherine Trillet, domestique au château de La Coste en 1776.
Le manuscrit des Infortunes de la vertu a été mis au jour en 1909 par Guillaume Apollinaire et a été publié pour la première fois en 1930.

#### Éditions
- Les Infortunes de la vertu, préface de Maurice Heine, Paris, éditions Fourcade, 1930.
- Les Infortunes de la vertu, préface de Jean-Christophe Abramovici et Michel Delon, Paris, CNRS Éditions / Zulma, coll. « Manuscrits », 1995.